# NAT1
NAT1 (англ. N-acetyltransferase 1) – білок, який кодується однойменним геном, розташованим у людей на короткому плечі 8-ї хромосоми. Довжина поліпептидного ланцюга білка становить 290 амінокислот, а молекулярна маса — 33 899.
| 10         |  | 20         |  | 30         |  | 40         |  | 50         |
| ---------- |  | ---------- |  | ---------- |  | ---------- |  | ---------- |
| MDIEAYLERI |  | GYKKSRNKLD |  | LETLTDILQH |  | QIRAVPFENL |  | NIHCGDAMDL |
| GLEAIFDQVV |  | RRNRGGWCLQ |  | VNHLLYWALT |  | TIGFETTMLG |  | GYVYSTPAKK |
| YSTGMIHLLL |  | QVTIDGRNYI |  | VDAGFGRSYQ |  | MWQPLELISG |  | KDQPQVPCVF |
| RLTEENGFWY |  | LDQIRREQYI |  | PNEEFLHSDL |  | LEDSKYRKIY |  | SFTLKPRTIE |
| DFESMNTYLQ |  | TSPSSVFTSK |  | SFCSLQTPDG |  | VHCLVGFTLT |  | HRRFNYKDNT |
| DLIEFKTLSE |  | EEIEKVLKNI |  | FNISLQRKLV |  | PKHGDRFFTI |  |            |

A: Аланін

C: Цистеїн

D: Аспарагінова кислота

E: Глутамінова кислота

F: Фенілаланін

G: Гліцин

H: Гістидин

I: Ізолейцин

K: Лізин

L: Лейцин

M: Метіонін

N: Аспарагін

P: Пролін

Q: Глутамін

R: Аргінін

S: Серин

T: Треонін

V: Валін

W: Триптофан

Кодований геном білок за функціями належить до трансфераз, ацилтрансфераз. 
Задіяний у такому біологічному процесі, як ацетилювання. 
Локалізований у цитоплазмі.